# Raión de Turiisk
Turiisk (en ucraniano: Турійський район) fue un raión o distrito de Ucrania en el óblast de Volinia. En la reforma territorial de 2020, su territorio fue incluido en el raión de Kóvel.
Comprendía una superficie de 1205 km².
La capital era el asentamiento de tipo urbano de Turiisk.

## Demografía
Según estimación 2010 contaba con una población total de 26540 habitantes.

## Otros datos
El código KOATUU es 725500000. El código postal 44800 y el prefijo telefónico +380 3363.